# Liverpool WFC
Liverpool Women Football Club är en fotbollsklubb som spelar i högsta damligan i England. Klubben bildades år 1989 under namnet Newton Ladies, och de deltog i seriespel för första gången år 1991 under namnet Knowsley Women's Football Club där man slutade på fjärde plats. Sedan år 1995 har klubben verkat under dess nuvarande namn, Liverpool LFC. Klubben blev engelska mästare säsongerna 2013 och 2014. 2018 bytte det namn från Liverpool LFC till Liverpool WFC.

## Placering tidigare säsonger
| Säsong    | Nivå | Liga                           | Placering | Referens | Notering                                |
| --------- | ---- | ------------------------------ | --------- | -------- | --------------------------------------- |
| 2011      | 1    | FA Women's Super League (WSL1) | 8         | [ 3 ]    |                                         |
| 2012      | 1    | FA Women's Super League (WSL1) | 8         | [ 4 ]    |                                         |
| 2013      | 1    | FA Women's Super League (WSL1) | 1         | [ 5 ]    |                                         |
| 2014      | 1    | FA Women's Super League (WSL1) | 1         | [ 6 ]    |                                         |
| 2015      | 1    | FA Women's Super League (WSL1) | 7         | [ 7 ]    |                                         |
| 2016      | 1    | FA Women's Super League (WSL1) | 5         | [ 8 ]    |                                         |
| 2017–2018 | 1    | FA Women's Super League (WSL1) | 6         | [ 9 ]    |                                         |
| 2018–2019 | 1    | FA Women's Super League        | 8         | [ 10 ]   |                                         |
| 2019–2020 | 1    | FA Women's Super League        | 12        | [ 11 ]   | Nedflyttad till FA Women's Championship |
| 2020–2021 | 2    | FA Women's Championship        | 3         | [ 12 ]   |                                         |
| 2021–2022 | 2    | FA Women's Championship        | 1         | [ 13 ]   |                                         |
| 2022–2023 | 1    | FA Women's Super League        | 7         |          |                                         |
| 2023–2024 | 1    | FA Women's Super League        | 4         |          |                                         |

## Meriter

### FA Women's Super League
Engelska mästare:
2013 och 2014

### FA Women's Premier LeagueNorthern
Vinnare:
2004, 2007 och 2010

### FA-cupen
Tvåa:
1994, 1995 och 1996

### Ligacupen
Tvåa:
1993

### Uefa Women's Champions League
2014/2015: Utslagna i sextondelsfinalen. (Totalt 2–4 mot Linköpings FC)
2015/2016: Utslagna i sextondelsfinalen. (Totalt 0–2 mot Brescia)